# FRIDAY WEEKEND BASH
『FRIDAY WEEKEND BASH』（フライデーウィークエンドバッシュ）は、2008年10月10日から2012年3月30日までFM802で毎週金曜日に放送されていた生放送のラジオ番組。

## 概要
2008年秋の大型改編によって開始した番組。
この時間帯は、開局以来『FRIDAY AMUSIC ISLANDS』『FRIDAY COSMIC COASTER』という超ワイド番組が放送されていたが、この改編から『DELICIOUS FRIDAY』と2つに分割されることとなった。
2012年3月30日をもって終了。本番組のDJを務めていた山添まりが移動した『BRIGHT MORNING』と『DELICIOUS FRIDAY』に分割して吸収された形となった。

## 放送時間
- 金曜日 11:00 - 15:00

## DJ
- 山添まり

## タイムテーブル
| 11:20 - 11:40 | DARIYA CATCH THE FUN!          | 週末のエンターテイメント情報、ダリヤコーポレーションの商品情報などを伝えている。                                         |
| 11:41         | Headline News                  | Headline News |
| 11:43         | Traffic Information            | Traffic Information |
| 12:00         | 時報                           | 時報 |
| 12:00 - 12:10 | 青空市場マルシェ あまからSONGS | 毎週テーマ別に料理レシピを紹介し、それを生放送で調理する料理コーナー。                                                   |
| 12:25 - 12:45 | ポッピン・フレーバー           | 毎週決まったテーマに沿った、ランチタイムにぴったりな音楽を流すコーナー。                                                 |
| 12:45 - 13:00 | 10 MINUTES EXERCISE MIX        | ダンス、リミックスナンバーを連続してオンエアするコーナー。キャッチフレーズは「食べた分だけ動きましょ！金曜お昼のお約束」 |
| 13:00         | 時報                           | 時報 |
| 13:10-13:18   | ランキング魂                   | 最近流行っているものから、書籍などの売り上げランキングなどを発表するコーナー。                                           |
| 13:18         | Traffic Information            | Traffic Information |
| 13:20 - 13:40 | GRAND MARBLE clip your heart   | ライブやコンサートでの感動エピソードを紹介。洋菓子店「グランマーブル」からの商品プレゼントがある。                       |
| 13:42         | Weather Information            | Weather Information |
| 13:54         | Headline News                  | Headline News |
| 13:56         | Traffic Information            | Traffic Information |
| 14:00 - 14:30 | Netz STYLE STUDIO              | |
| 14:56         | 終了                           | CMを挟まずWeather Informationが入る。                                                                                    |